# NGC 7816
NGC 7816 este o galaxie spirală situată în constelația Peștii. A fost descoperită în 26 septembrie 1788 de către William Herschel.